# Sophie Stippel
Sophie Margarete Stippel, geborene Greiner (* 28. Mai 1892 in Mannheim; † 28. August 1985 in Weinheim) war eine deutsche Bibelforscherin (heute als Zeugen Jehovas bezeichnet) und Widerständige gegen den Nationalsozialismus. Aufgrund ihres Glaubens wurde sie von den Nationalsozialisten verfolgt und am 14. Mai 1936 erstmals inhaftiert (Zeugen Jehovas in der Zeit des Nationalsozialismus). Infolgedessen wurde sie über das KZ Lichtenburg und das KZ Ravensbrück 1942 schließlich in das KZ Auschwitz deportiert. Dort traf sie auf den Lagerkommandanten Rudolf Höß, der sie als Köchin für seine Familie einstellte. Stippel und Höß kannten sich noch aus der Kindheit in Mannheim. Aufgrund dieser Position konnte Stippel vielen Häftlingen in Auschwitz helfen und hielt an ihrem Glauben fest, obwohl sie unter Abkehr von diesem das Konzentrationslager hätte verlassen können.

## Herkunft und Leben vor der Inhaftierung
Sophie Stippel wuchs in der Schwetzingerstadt/Oststadt auf und besuchte die Moll-Schule (deren Gebäude das heutige Liselotte-Gymnasium Mannheim beherbergt). Nach Ende der Schulzeit arbeitete sie in der elterlichen Metzgerei. Am 10. September 1912 heiratete sie den Ingenieur Friedrich Stippel. Dieser musste ab dem 6. August 1914 Kriegsdienst während des Ersten Weltkrieges leisten. Während dieser Zeit lebte Sophie Stippel zusammen mit der Freundin Paula Weiler, deren Ehemann ebenfalls eingezogen worden war. Am 30. März 1916 kam Stippels erste Tochter Edith auf die Welt. Am 19. Dezember 1918 kehrte ihr Ehemann aus dem Kriegsdienst zurück. Stippels zweite Tochter, Amanda Margareta Stippel, wurde am 18. August 1921 geboren. Sie starb am 27. August 1929 an den Folgen einer Meningitis. Der Tod Amandas sorgte für tiefe Depressionen bei Sophie Stippel, welche weder in der Familie, noch in der evangelischen Kirche Halt fand. Erst in der Internationalen Bibelforscher-Vereinigung und ihrem Glauben fand sie Trost und Antworten. Ihr Ehemann unterstützte sie bei ihrem neuen Glauben, indem er z. B. ihre Reisen zu den Treffen der Bibelforscher finanzierte.
Die Religionsgemeinschaft „Zeugen Jehovas“, welche diesen Namen ab 1931 annahm, wurde von den Nationalsozialisten aufs schärfste bekämpft (Zeugen Jehovas in der Zeit des Nationalsozialismus). Trotz des neuen Namens verwendete man in Deutschland auch weiterhin die Bezeichnungen „Bibelforscher“ und „Ernste Bibelforscher“, abgeleitet von dem offiziellen Namen „Internationale-Bibelforscher-Vereinigung“ (Bibelforscherbewegung). Schon kurz nach der Machtergreifung wurde gegen die Zeugen Jehovas als erste Glaubensgemeinschaft ein Verbot verhängt. Dagegen lehnten sich die Bekennenden auf. Sie verweigerten den deutschen Gruß, den Kriegsdienst und waren nicht bereit, in NS-Zwangskörperschaften einzutreten. Eine solch starke Unbeugsamkeit gegen die Nationalsozialisten ist ein Charakteristikum der Zeugen Jehovas und konnte sonst nur bei wenigen anderen Gruppierungen beobachtet werden (z. B. KPD). Wegen dieses Widerstands wurden die Anhänger der Glaubensgemeinschaft brutal verfolgt, inhaftiert, vor Gericht gestellt und zum Teil hingerichtet. Aufgrund ihrer vergleichsweise geringen Zahl an Mitgliedern und mangels öffentlichen Interesses gelten die Zeugen Jehovas heute als „vergessene Opfer des NS-Regimes“.
Am 15. Mai 1933 löste die badische Regierung das Vermögen der Bibelforscher auf und beschlagnahmte dieses. Die Tätigkeiten der Religionsgemeinschaft in Mannheim wurden in der Illegalität, z. B. mithilfe von Decknamen, fortgeführt. In der Nacht des 12. Dezembers 1936 wurden in Mannheim Flugblätter mit folgender Verkündung verteilt: „Wir rufen alle gutgesinnten Menschen auf, davon Kenntnis zu nehmen, daß Jehovas Zeugen in Deutschland, Österreich und anderswo grausam verfolgt, mit Gefängnis gestraft und auf teuflische Weise mißhandelt und manche von ihnen getötet werden. […] Aus diesem Grund lassen wir heute die Warnung an die Herrscher in Deutschland […] ergehen, daß ihr Geschick nach Gottes Wort vollständige Vernichtung sein wird“.

## Inhaftierungen
1935 gab es eine erste Hausdurchsuchung bei Sophie Stippel, jedoch noch ohne weitere Folgen. Ihre erste Inhaftierung erfolgte am 14. Mai 1936. Sophie Stippel gab 1946 hierzu an, von ihrer Nachbarin Frau Maria Hutzenlaub denunziert worden zu sein, welche sie um eine Bibelforscherschrift gebeten habe. Infolgedessen kam es am 24. Juli 1936 im Mannheimer Sondergericht zu einer Verhandlung wegen illegaler Treffen und Verbreitung illegaler Schriften. Sophie Stippel gab zu, Bibelforscherschriften an Personen verteilt zu haben, leugnete aber, dass es in ihrer Wohnung Versammlungen gegeben habe. Sie wurde zu sechs Monaten Gefängnis verurteilt, zwei Monate Untersuchungshaft wurden nicht angerechnet. Am 10. Oktober 1936 wurde sie in die Strafanstalt Bruchsal überführt, wo sie als Bibliothekarin der Gefängnisbücherei arbeitete. Am 30. Januar 1937 entließ man sie aus der Haft und sie konnte zu ihrer Familie zurückkehren.
Anfang November 1937 weigerte sie sich, für das Winterhilfswerk des Deutschen Volkes zu spenden. Laut Aussagen des NS-Zellenleiters Georg Brauner begründete Stippel dies mit ihrer Religion: „Pfundspenden geben würde ihr ihre Religion verbieten und sie würde, wenn sie dem widerfahren würde, von ihrem Gott bestraft werden“. Sie soll nach Brauners Aussagen argumentiert haben, dass „wer öffentliche Almosen gibt ein Heuchler [wäre]“. Frau Stippel fügte zudem hinzu, sie würde auf eine andere Art Almosen geben. Brauner vermerkte auch noch, dass sie den deutschen Gruß nicht erwiderte. Und obwohl Sophie Stippels Ehemann für das Winterhilfswerk spendete, wurde sie am 28. November 1937 von der Gestapo verhaftet und in das Gerichtsgefängnis Mannheim eingeliefert. Am 24. Dezember 1937 wurde sie gegen eine sogenannte „Sicherheitsleistung“ wieder freigelassen. Anschließend hob man am 29. Dezember 1937 den gegen sie vorliegenden Haftbefehl auf, der am 30. Dezember 1937 erneut in Kraft gesetzt wurde. Noch am gleichen Tag wurde sie im Mannheimer Polizeigefängnis eingeliefert.

## KZ Lichtenburg

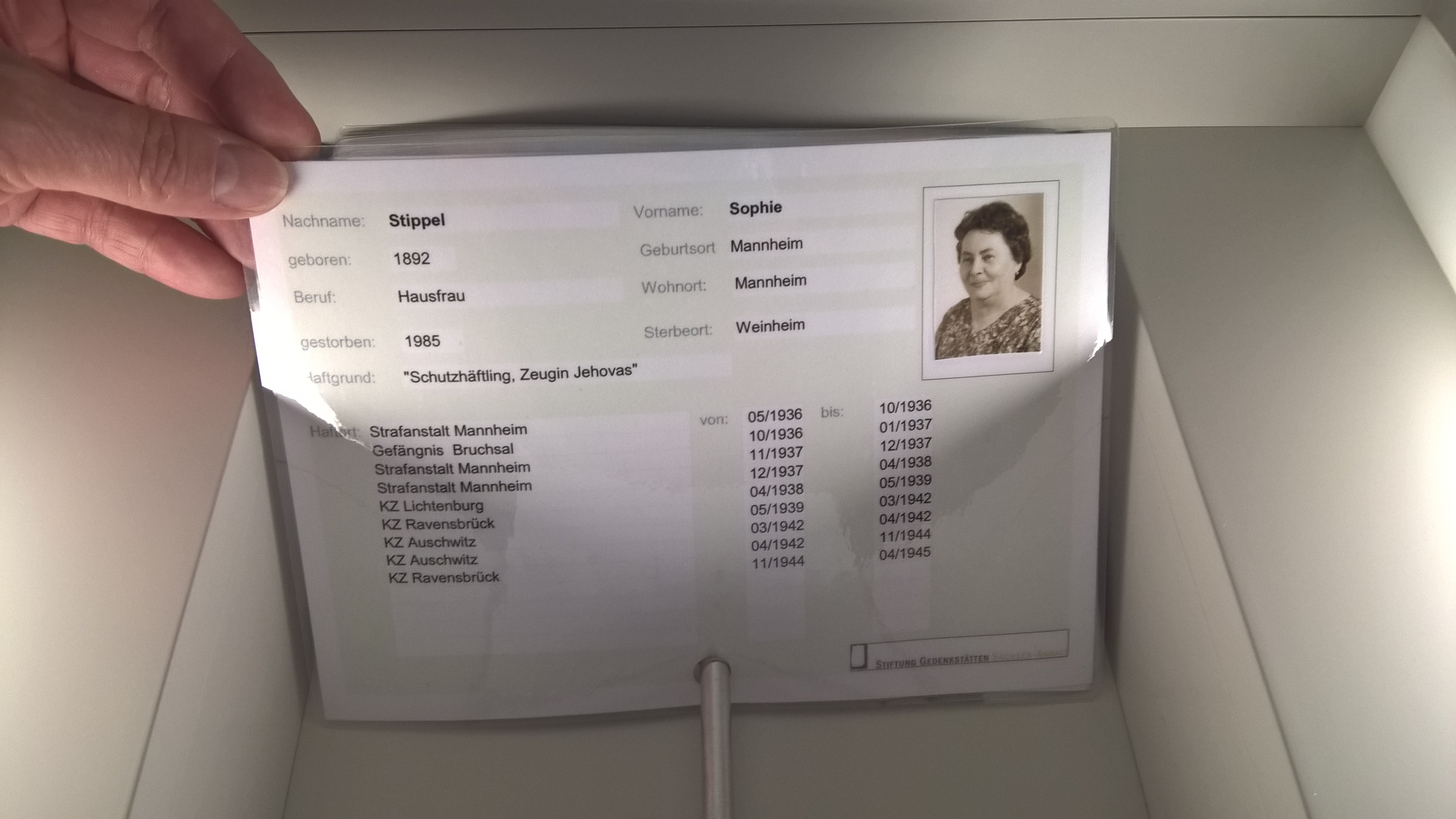
Karteikarte KZ Lichtenburg, Sophie Stippel

Am 7. April 1938 kam Stippel im KZ Lichtenburg an, wo sie die Häftlingsnummer „614“ erhielt. Dort wurden ihr und anderen Bibelforschern eine „Verpflichtungserklärung“ vorgelegt, in der sie öffentlich und wirksam von ihrem Glauben abschwören sollten. Eine eigenständig unterzeichnete Verpflichtungserklärung hätte sie aus der Haft im KZ befreien können. Stippel lehnte das Angebot jedoch ab. Für ihre Entscheidung musste sie sich später gegenüber ihrem Mann und der gemeinsamen Tochter Edith rechtfertigen.
Ihre Hauptgründe waren zum einen, dass sie durch die Verpflichtungserklärung ihren Glauben als Irrlehre hätte bezeichnen müssen, zum anderen hätte sie alle zugesandten Schriften der Polizei übergeben und andere Bibelforscher denunzieren müssen. Sie sah in diesen Forderungen einen Gegensatz zu den Worten Gottes und konnte eine Unterzeichnung nicht mit ihrem Gewissen und Glauben vereinen. Als Konsequenz dieser Verweigerung erhielt sie ein Schreibverbot. 

## KZ Ravensbrück
Von dem KZ Lichtenberg-Prettin überführte man Stippel in das KZ Ravensbrück.
Hier wurde ihre Kleidung mit einer lilafarbenen Markierung versehen, die sie für andere als Bibelforscherin kenntlich machte.
In Ravensbrück wurde sie zunächst zu „Ausschachtungsarbeiten“ herangezogen. Diese schwere Tätigkeit führte zusammen mit der mangelhaften Ernährung zu stechenden Schmerzen in der Herzregion und zu massiv angeschwollenen Beinen. Des Weiteren wurden Fußbeschwerden ärztlich attestiert. Diese Befunde führten dazu, dass Stippel zur Verrichtung von Küchenarbeiten herangezogen wurde. An vorkommenden kleineren Protesten der Bibelforscher nahm sie nicht teil. Ab dem Herbst 1941 verrichtete sie als Kalfaktor Hilfsdienste. Am 26. März 1942 endete ihre Haftzeit in Ravensbrück.

## KZ Auschwitz
Stippel wurde am 26. März 1942 in das KZ Auschwitz verlegt. Hier erhielt sie die Häftlingsnummer 619. Nach Stippels eigenen Auskünften war sie im Frauenlager untergebracht. In der folgenden Zeit wurde Sophie Stippel im Haus des Lagerkommandanten Rudolf Höß beschäftigt. Es wird angenommen, dass sich Stippel und Höß noch aus der Kindheit in Mannheim kannten. Dabei wird die Metzgerei von Stippels Eltern als möglicher Ort des Zusammentreffens angenommen, da diese auf dem Schulweg von Höß lag.
Im Haus des Kommandanten Höß verrichtete sie Tätigkeiten in der Küche, wobei in der Familie Höß das von ihr zubereitete Gericht „Karthäuser Klöße mit Weinschaumsoße“ besonders beliebt war. Auch kümmerte sie sich um die Kinder der Familie Höß. Gerade in Annegret, der Tochter des Kommandanten, sah sie eine Kompensation für ihre Tochter, die sie aufgrund ihrer Inhaftierung nicht sehen konnte. In Folge dieser Tätigkeit war sie nicht länger im Lager, sondern in einem Stabsgebäude untergebracht. Diese Unterbringung sollte die Kommandeursfamilien vor dem sich ausbreitenden Fleckfieber schützen.
1943 erhielt Sophie Stippel einen Lichtbildausweis mit essenziellen Vermerkungen seitens der Lagerleitung, die ihr das Verlassen des Lagers maßgeblich erleichterte. Nach Aussagen Stanislaw Dubiels, des Gärtners im Hause Höß, schien Stippel eine entschiedene Gegnerin des Nationalsozialismus zu sein. Sie ging so weit, dass sie die Informationen, die sie während ihrer Tätigkeiten im Haushalt sammeln konnte, an andere Häftlinge weitergab, um diese zu warnen.
Der briefliche Kontakt zu ihrer Tochter Edith Sander und ihrem Mann war für sie wichtig, obwohl sich die Beziehung zu ihrer Familie schwierig gestaltete. Ihre Tochter Edith fühlte sich von ihr im Stich gelassen, die restlichen Verwandten hielten keinen Kontakt zu ihr. Durch einen Brief von Ediths Mann Ernst erfuhr sie, dass ein Großteil Mannheims in der Nacht vom 5. auf den 6. September 1943 durch Luftangriffe zerstört worden war, darunter auch ihr Elternhaus.
1943 beantragte ihr Ehemann Friedrich Stippel die Scheidung. Willy Greiner, der Bruder von Sophie Stippel, erhielt die Vollmacht für notarielle und gerichtliche Angelegenheiten, welche von Höß beglaubigt wurde. Stippel zeigte sich, ihren religiösen Ansichten folgend, einsichtig und äußerte in einer Vernehmung am 20. November 1943 den Wunsch nach einem beschleunigten Prozess und erkannte ihr Fehlen als Scheidungsgrund an. Die Ehe wurde am 11. Januar 1944 geschieden. Als Grund wurde ihr Verschulden genannt, womit sie auch die Kosten tragen musste.

## KZ Ravensbrück
Stippel wurde Ohrenzeugin eines Gesprächs zwischen dem Reichsführer-SS Heinrich Himmler und Höß im Garten der Kommandantenvilla, bei dem Höß nahegelegt wurde Auschwitz zu verlassen, was am 22. November 1943 auch geschah. Die Familie Höß blieb bis zum 6. November 1944 in Auschwitz und zog dann, gemeinsam mit Sophie Stippel und Getrud Blank (ebenfalls Zeugin Jehovas), in die Nähe von Ravensbrück. Stippel wurde erneut ins dortige Konzentrationslager überführt und erhielt die Häftlingsnummer 83.530. Sie setzte ihre Arbeit bei der Familie fort und wohnte mit anderen als Funktionshäftling in Block 2 des alten Lagers, welches zu den besseren Quartieren zählte. Durch die Lagerräumungen im restlichen Reichsgebiet verschlechterte sich allerdings die Lage. Das Lager war mit über 700.000 Häftlingen überfüllt, worauf Massentötungen erfolgten. Als die Niederlage der Nationalsozialisten kaum noch abwendbar war, erteilte der Kommandant Höß Stippel den Befehl, seine Kinder zu vergiften, sobald die Rote Armee das Lager erreichen sollte, und drohte ihr bei Widerworten mit dem direkten Weg ins Krematorium.

## Befreiung und Leben danach
Nach der Lagerräumung zog die Lager-SS am 29. April aus Ravensbrück ab, doch an Verpflegung mangelte es für die zurückgebliebenen Insassen weiterhin. Auch das Eintreffen der Roten Armee brachte in den ersten Tagen statt erhoffter Freiheit nur zusätzliche Gewalt und Vergewaltigungen. Stippel blieb bis Anfang Mai im Lager und lehnte das Angebot, für die Rote Armee zu arbeiten, aufgrund einer Herzmuskelschwäche ab.
Sie verrichtete einige Wochen leichte Arbeiten für einen Bauern in Fürstenberg und machte sich im Juni 1945 zusammen mit der gleichgesinnten Emma Remensperger auf den Fußweg in die Heimat. Sie erhielten vom Sozialwesen des Magistrats in Berlin Ausweise, die ihnen den Rückweg bescheinigten, und kamen am 3. Juli in Mosel, nördlich von Zwickau, an. Am 22. Juli fuhren sie von Hof aus mit dem Zug nach Mannheim und trafen am 26. Juli 1945 in Weinheim ein.
Sie teilten sich bis zum 1. Januar 1946 ein Zimmer mit Küche in der Ludwigsstraße in Weinheim. Nach Remenspergers Abreise musste Stippel alleine für die Wohnung aufkommen. Finanziell unterstützt wurde sie vom Antifaschistischen Bund Mannheim und später vom Fürsorgeamt Weinheim. Sie musste trotz bestätigter Arbeitsunfähigkeit jahrzehntelang für eine angemessene Rente und Entschädigungen kämpfen. 1951 wurde ihre Erwerbsminderung von 50 % auf 30 % heruntergestuft. Ihre körperlichen Beschwerden, darunter Hypertonie und Hyperthyreose Klimax, wurden als Alterserscheinungen abgetan. Außerdem wird sie jahrelang als Märtyrerin und nicht als Opfer betitelt. In Gutachten wird ihre Zeit in den Konzentrationslagern als Dienst und freiwilliges Opfer bezeichnet. Stippel starb am 28. August 1985 im Alter von 93 Jahren in Weinheim und blieb bis zu ihrem Tod überzeugte Zeugin Jehovas.

## Film
- Die Köchin des Kommandanten - Zwei Wege nach Auschwitz. Dokumentarfilm. Regie: Christina Stihler.
- The Zone of Interest Spielfilm von Jonathan Glazer aus dem Jahr 2023. Er zeigt das Leben der Familie Höß direkt neben dem KZ Auschwitz, wie es Sophie Stippel miterlebt hat.

## Medienberichte
- Die unglaubliche Geschichte der Mannheimerin Sophie Stippel Bericht des SWR mit dreiminütigem Videobericht vom 11. März 2024 anlässlich des Oscargewinns von "The Zone of Interest" als bester internationaler Film.